# Jeff Wadlow
Jeff Wadlow es un director, productor, guionista y actor estadounidense. Hijo de la fallecida Emily Couric y sobrino de la presentadora de la CBS Katie Couric.
Wadlow escribió y dirigió en 2005 la película Cry Wolf con el dinero que ganó en el año 2002 conseguido por su cortometraje Living the Lie participando en el 'Chrysler Million Dollar Film Competition'. 
Posteriormente dirigió el título Rompiendo las reglas, el cual fue estrenado el 14 de marzo de 2008, protagonizado por Djimon Hounsou y Sean Faris.
En el año 2012 Wadlow fue elegido para dirigir Kick-Ass 2, la secuela de la comedia negra de superhéroes Kick-Ass filmada en 2010, sustituyendo al anterior director Matthew Vaughn, el cual ha pasado a la producción de la misma. La película está basada en el célebre cómic creado por Mark Millar y John Romita, Jr., aunque la primera parte de la misma se basa en el spin-off de Kick-Ass, Hit-Girl. La película está protagonizada por Chloë Grace Moretz, Aaron Taylor-Johnson, Christopher Mintz-Plasse y Jim Carrey.

## Filmografía

### Como actor
- 2001: Roswell (TV; 1 episode, "Baby, It's You")
- 2001: Pearl Harbor
- 2002: The Tower of Babble como Derek
- 2007: I'm Through with White Girls (The Inevitable Undoing of Jay Brooks) como Billy

### Como director
- 2002: The Tower of Babble
- 2002: Manual Labor
- 2004: Catching Kringle
- 2005: Cry Wolf
- 2008: Rompiendo las reglas
- 2013: Kick-Ass 2
- 2018: Verdad o reto
- 2020: Fantasy Island
- 2022: The Curse of Bridge Hollow
- 2024: Imaginary

### Como productor
- 2010: The Odds  (productor ejecutivo)
- 2011: Hail Mary (productor ejecutivo)

### Como guionista
- 2002: The Tower of Babble
- 2002: Manual Labor
- 2004: Catching Kringle
- 2005: Cry Wolf
- 2007: Prey
- 2010: The Odds
- 2011: Hail Mary
- 2013: Kick-Ass 2
- 2020: Bloodshot